# 高占非
高占非（1904年—1969年10月26日），原名高执欧，天津人，中国电影演员。他在1933年被《电声日报》评选为“中国十大电影明星”。
妻子是演员高倩苹。